# Шеулія
Шеулія (рум. Șăulia) — село у повіті Муреш в Румунії. Адміністративний центр комуни Шеулія.
Село розташоване на відстані 285 км на північний захід від Бухареста, 28 км на захід від Тиргу-Муреша, 49 км на схід від Клуж-Напоки.

## Населення
За даними перепису населення 2002 року у селі проживали 1658 осіб.
Національний склад населення села:
| Національність | Кількість осіб | Відсоток |
| -------------- | -------------- | -------- |
| румуни         | 1406           | 84,8%    |
| цигани         | 230            | 13,9%    |
| угорці         | 19             | 1,1%     |

Рідною мовою назвали:
| Мова      | Кількість осіб | Відсоток |
| --------- | -------------- | -------- |
| румунська | 1485           | 89,6%    |
| циганська | 152            | 9,2%     |
| угорська  | 18             | 1,1%     |